# IEEE 802.11be

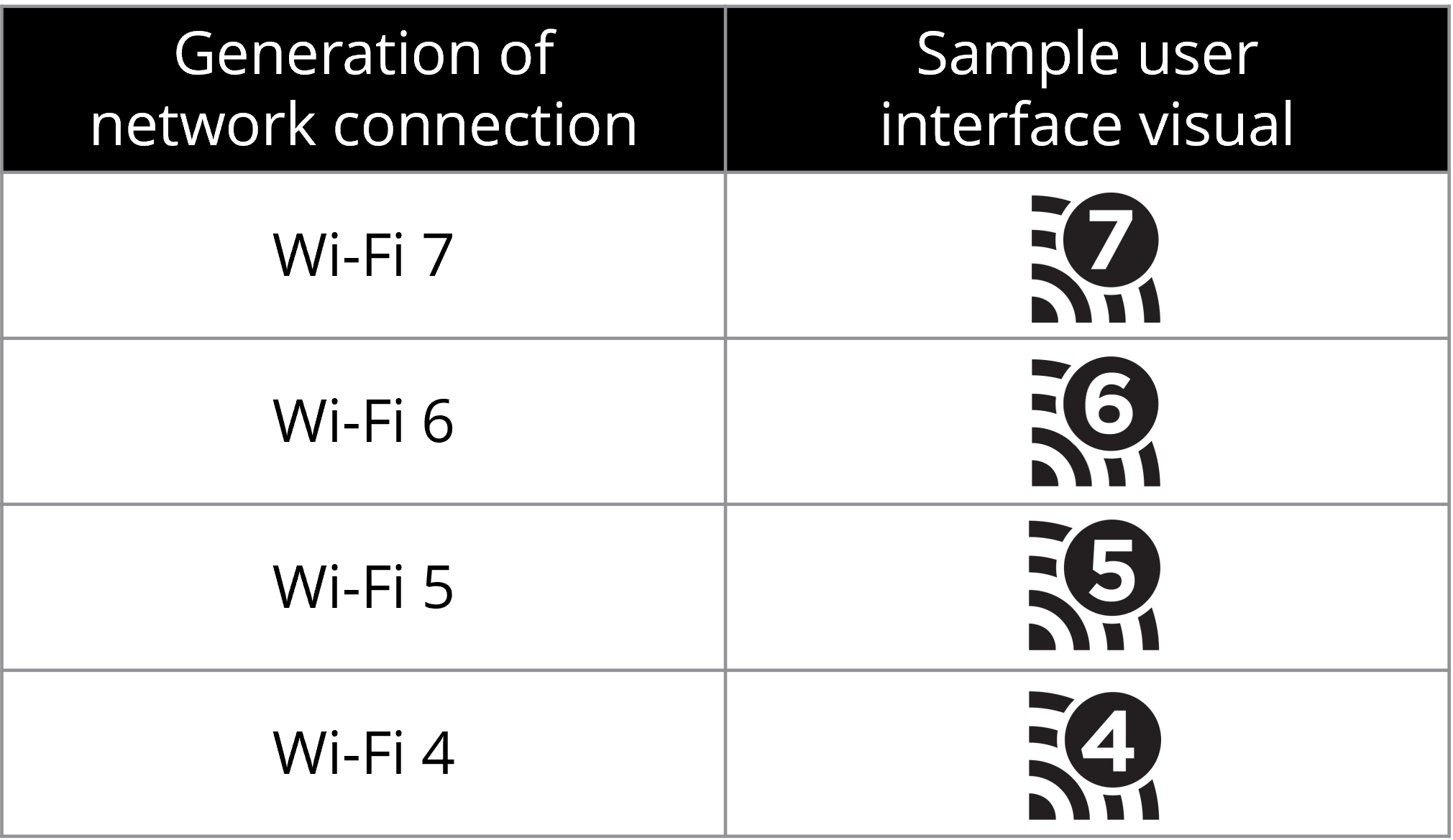

IEEE 802.11be, apelidado de Extremely High Throughput (EHT), é o mais recente padrão IEEE 802.11, que é designado Wi-Fi 7 . Ele foi desenvolvido com base no 802.11ax, com foco na operação indoor e outdoor de WLAN com conexão nas faixas de frequência de 2,4, 5 e 6 GHz.
Acredita-se que a velocidade atinja um máximo teórico de 46 Gbit/s, embora os resultados reais sejam muito mais baixos.
O desenvolvimento do padrão 802.11be está em andamento, com um rascunho inicial em março de 2021 e uma versão final prevista para o final de 2024. Apesar disso, vários produtos foram anunciados em 2022 com base em prévias do padrão, com disponibilidade no varejo no início de 2023. Em 8 de janeiro de 2024, a Wi-Fi Alliance apresentou seu programa "Wi-Fi Certified 7" para certificar dispositivos Wi-Fi 7. Embora a confirmação final não seja esperada até o final de 2024, os requisitos técnicos estão essencialmente completos, e já existem produtos rotulados como "Wi-Fi 7" desde fevereiro de 2024.
O mercado global de Wi-Fi 7 foi estimado em US$ 1 bilhão em 2023 e deve atingir US$ 24,2 bilhões até 2030.

## Recursos principais
A seguir estão os principais recursos que foram aprovados no Rascunho 3.0:
- 4096- QAM (4K-QAM) permite que cada símbolo carregue 12 bits em vez de 10 bits, resultando em taxas de transmissão teóricas 20% mais altas do que o 1024-QAM do WiFi 6.
- Canais de 320/160+160 MHz e 240/160+80 MHz de Largura de banda
- Operação Multi-Link (MLO), um recurso que aumenta a capacidade enviando e recebendo dados simultaneamente em diferentes bandas de frequência e canais. (2.4 GHz, 5 GHz, 6 GHz). Ele agrega diferentes faixas de frequência para aumentar a velocidade de transmissão ou realizar contingência[14]
- Teoricamente, apenas 1% da latência do Wi-Fi 6, através do uso de MLO
- 16 fluxos espaciais e aprimoramentos de protocolo Multiple Input Multiple Output ( MIMO ) [14]
- Utilização Flexível de Canais – Interferência atualmente pode invalidar um canal inteiro de Wi-Fi. Com a técnica de "preamble puncturing", uma porção do canal que é afetada pela interferência pode ser isolada, permitindo o uso contínuo da parte restante do canal.

## Funcionalidades Candidatas
Os principais recursos candidatos mencionados na Solicitação de Autorização de Projeto (PAR) 802.11be são: 
- Coordenação de Pontos de Acesso Múltiplos (AP) (ex.: transmissão coordenada e conjunta)
- Protocolo Aprimorado de Adaptação de Link e Retransmissão (ex.: Solicitação Automática de Repetição Híbrida (HARQ))
- Se necessário, adaptação às regras regulamentares específicas para o espectro de 6 GHz
- Integração de Extensões de Redes com Sensibilidade ao Tempo (TSN) IEEE 802.1Q para tráfego em tempo real de baixa latência:
  - IEEE 802.1AS para temporização e sincronização
  - Melhorias no MAC IEEE 802.11aa para Transmissão de Áudio e Vídeo Robustos (Protocolo de Reserva de Fluxo sobre IEEE 802.11)
  - Melhorias no IEEE 802.11ak para Links de Trânsito em Redes em Ponte (links 802.11 em redes 802.1Q)
  - Latência Limitada: modelagem de tráfego baseada em crédito (IEEE 802.1Qav) e modelagem de tráfego cíclico/consciente do tempo (IEEE 802.1Qch/Qbv), agendamento de tráfego assíncrono (IEEE 802.1Qcr-2020)
  - Extensões de Operação Programada IEEE 802.11ax para redução de jitter/latência

## Funcionalidades adicionais
Além das características mencionadas no PAR (Project Authorization Request), foram introduzidas novas funcionalidades: 
- - 4096-QAM (4K-QAM)
  - Largura de Banda Contígua e Não Contígua de 320/160+160 MHz e 240/160+80 MHz
  - Formatos de Quadro com Compatibilidade de Encaminhamento Aprimorada
  - Alocação de Recursos Aprimorada em OFDMA
  - Sondagem de Canal Otimizada que Requer Menos Tempo de Transmissão
  - Sondagem de Canal Implícita
  - Esquema de Preambulo Puncturing Mais Flexível
  - Suporte a Links Diretos, Gerenciados por um Ponto de Acesso